# Торес (Белуно)
Торес је насеље у Италији у округу Белуно, региону Венето.
Према процени из 2011. у насељу је живело 136 становника. Насеље се налази на надморској висини од 674 м.